# 屈厄斯蒂·卢科
屈厄斯蒂·卢科（芬蘭語：Kyösti Luukko，1903年2月17日—1970年10月27日），芬兰男子摔跤运动员。他曾代表芬兰参加1932年和1936年夏季奥林匹克运动会摔跤比赛，其中1932年奥运会获得一枚银牌。